# كارلوس ريفاس غودوي
كارلوس ريفاس غودوي هو لاعب كرة قدم كندي في مركز الوسط، ولد في 3 سبتمبر 1985 في تورونتو في كندا. شارك مع منتخب كندا لكرة القدم. أما مع النوادي، فقد لعب مع ديبورتيس إيكيكي ولاسيرينا.

## وصلات خارجية
- كارلوس ريفاس غودوي على موقع ناشيونال فوتبول تيمز (الإنجليزية)
- كارلوس ريفاس غودوي على موقع عالم كرة القدم.نت (الإنجليزية)